# Tingberg
Tingberg este o localitate situată în partea sudică a  Norvegiei, în comuna Øyer din provincia Innlandet. Este reședința comunei și are o populație de 435 locuitori (2021). Până la data de 1.1.2020 a aparținut provinciei Oppland.